# 네가 바라는 영원
네가 바라는 영원(일본어: 君が望む永遠 기미가 노조무 에이엔[*])은 일본의 âge(아쥬)사에서 발매한 성인용 청춘 연애 어드벤처 게임이다. 또는 이를 원작으로 한 가정용 게임, TV 애니메이션, OVA등을 가리키기도 한다. 줄여서 키미노조라고 부르기도 한다.

## 개요
2001년 8월 3일에 발매된 본작은 âge의 출세작이며, 당시 âge의 경영 및 제정 상태가 부진했으므로, 「이것이 팔리지 않으면 최후」라는 각오로 제작되어 훌륭히 대히트 한 일에 의해서 회사의 존속을 결정지은 작품이다. 본작 발매 이전의 âge는, 난해한 작풍( 「화석의 노래」 등)으로 매니아들의 메이커라고 평가되고 있었다. 그러던 중에,「그러면 누구라도 알 수 있는 것을 만든다 」라고 방향 전환을 결의해, 과잉이라고도 할 수 있는 드라마성의 연애 게임으로서 본작이 태어나게 되었다. 사운을 걸친 본작은 사전의 고지에도 힘을 다하고 있어 「제１장을 번들체험판으로서 배포한다」라고 하는, 당시로서는 매우 적극적인 고지를 실시하는 한편으로, 「이야기의 핵심이 되는 제2장의 정보는 철저하게 덮는다」라고 하는 홍보 전략을 취했다. 이 홍보 전략의 성공은, 업계에 충격과 영향을 주었다.
또, 내용에 대해서도, 종래의 연애 어드벤쳐 게임에서는 금지시되고 있던 삼각 관계를 그린 것으로 화제가 되었다. 이야기의 옮기는 방법이 교묘하고 플레이어는 어느 히로인이나 선택사항을 선택하는지 진지하게 골치를 썩이는 것이나, 매우 무거운 스토리여서, 「플레이 하면 우울한 기분이 된다」고 하여 「최루계」라고 말해지기도 한다. 한편, 이러한 리얼·러브 스토리가 유저에게 받아 들여진 것을, 연애 게임 시장의 성숙이라고 파악하는 방향도 있다.
국내의 경우 2001년 처음 원작이 소개 되고 "네가 바라는 영원"이라는 제목으로 많이 알려졌으나 2003년 가을 애니메이션이 방영되면서 그대가 바라는 영원이라는 제목으로도 불리고 있다. 원작이 2001년 발매된 이후 가정용 게임기로의 이식과 미디어 믹스도 계속 진행 중이다. 가정용 게임기 이식의 경우, DC판이 원작과 동일한 제목으로 2002년 9월 알케미스트로부터 발매되었으며, PS2판은 2003년 5월 프린세스 소프트로부터 네가 바라는 영원 ~Rumblig hearts~라는 타이틀로 발매되었다. 미디어 믹스도 활발하여 2003년 10월 일본에서 심야시간대에 TV 애니메이션이 방영된 바 있으며 그 뒤 OVA로 아카네 매니악스가, 2007년 겨울부터는 OVA 네가 바라는 영원 ~Next Season~이 발매되었다. 그 밖에 원작에서 추가 엔딩등을 보강한 DVD판이 네가 바라는 영원 ~DVD specification~라는 타이틀로 2003년 7월 발매되었으며 2004년에는 팬디스크인 네가 바라는 영원 ~special FanDisk~가 발매되었다. 2008년에는 시나리오를 추가하고 연출을 향상시킨 네가 바라는 영원 ~Latest Edition~이 발매되었다.

## 줄거리
하쿠료우대 부속 히이라기학원 3학년 나루미 타카유키, 수험생이면서 특별히 진로도 정하지 않은 채 같은 반 친구인 타이라 신지와 하야세 미츠키와 어울리며 학교생활을 보내고 있었다. 두 친구가 각각의 목표를 향해 노력하는 것을 보며 초조해하기도 하지만 기본적으로는 흘러가는대로 살아가고 있었다. 어느 날, 신지와 함께 들른 책방에서 같은 학교 교복을 입고 있는 내성적인 여자아이를 만난다. 그 얼마 후, 미츠키로부터 여름 축제에 불린 타카유키와 신지. 2사람의 앞에 나타난 것은, 신지와 타카유키가 책방에서 만난 '스즈미야 하루카'였다.그 이후, 미츠키는 자주 하루카를 데려오게 되고 그렇게 그들의 관계도 보이지 않게 변해간다.

## 등장인물
성우는 게임/애니메이션 순서. 단, 같은 경우는 생략 한다. 기사에 대해서는, 개별 루트에 준거한다.

### 제1부부터 등장
나루미 타카유키 (일본어: 鳴海孝之)
성우:없음(원작 게임)·타니야마 키쇼(팬디스크)/스기사키 카즈야(드라마 CD)·타니야마 키쇼(TV 애니메·OVA)(게임, 애니메이션 동일)
주인공. 하쿠료대 부속 히이라기 학원 3학년 B반. 부모님의 전근으로 자취 중이다.
스즈미야 하루카 (일본어: 涼宮遙)
성우:쿠리바야시 미나미(게임, 애니메이션 동일)
양대 히로인 중 한 명. 미즈키의 친구. 미츠키와는 거의 반대의 성격으로 차분한 언동을 한다. 동화책을 좋아해서 장래에 동화작가가 되는 것이 목표이다.
하야세 미츠키 (일본어: 速瀬水月)
성우:이시바시 토모코(게임, TV 애니메이션)·타카하시 치아키(OVA)(게임, 애니메이션 동일)
양대 히로인 중 한 명. 하루카의 친구이며 타카유키와 같은 반이다. 수영부의 기대주로, 실업단으로부터 스카웃 제의도 온 듯하다. 그 공적이 인정되어 학교측도 그녀를 위해서 실내 풀을 만들 정도이다. 팬도 많이 있지만, 그만큼 꺼림칙하게 여기는 사람도 있다. 산뜻한 성격. 「···3, 2, 1, 자」,「날려버린다.」라고 자주 말한다.
타이라 신지 (일본어: 平慎二)
성우:아오키 마코토
타카유키의 친구이고 현재 같은 반이다. 하쿠료대를 목표로 하고 있다.
스즈미야 아카네 (일본어: 涼宮茜)
성우:우에하라 토모미/우에하라 토모미(TV 애니메)·미즈하시 카오리(OVA)(게임, 애니메이션 동일)
하루카의 여동생. 수영부로서 일본 중학생 수영 기록 보유자이기도 하다. 미츠키를 동경하고 있기 때문인지 성격이 하루카보다 미츠키를 닮았다.
호무라 마나미 (일본어: 穂村愛美)
성우:雨宮麻紀/아마코 마리
주인공과 같은 학교에 다니고 있는 후배로 보건위원.
스즈미야 소이치로 (일본어: 涼宮宗一郎)
성우:카네즈 야스히코(TV 애니메·OVA)/야스히로
하루카와 아카네의 아버지
스즈미야 카오루 (일본어: 涼宮薫)
성우:콘노 케이코
하루카와 아카네의 어머니

### 제2부부터 등장
다이쿠우지 아유 (일본어: 大空寺あゆ)
성우:오오하나 돈·아사이 키요미(컨슈머판)/아사이 키요미(게임, 애니메이션 동일)
타마유키가 아르바이트 하고 있는 패밀리 레스토랑 스카이템플의 종업원. 입이 무척 험하여 어떻게 접객업을 하고 있는지 의문이 들 정도.
타마노 마유 (일본어: 玉野まゆ)
성우:요시다 쿄코·요시다 쿄코(TV 애니메)·요시즈미 코즈에(게임, 애니메이션 동일)
스카이템플의 신입종업원.
아마카와 호타루 (일본어: 天川蛍)
성우:쿠보타 사토코
호시노 후미오 (일본어: 星乃文緒)
성우:히토미/호쿠토 미나미(게임, 애니메이션 동일)
코우즈키 모토코 (일본어: 香月モトコ)
성우:코바야시 마리코/코바야시 마리코(TV 애니메)·코스게 마미(OVA)(게임, 애니메이션 동일)
사키야마 켄조 (일본어: 崎山健三)
성우:岡島雅夫/岡島雅夫(CD 드라마)·오카 카즈오(TV 애니메·OVA)

### 제3부부터 등장
츠지무라 아키요 (일본어: 辻村晶代)
성우:池端芹/야스다 미오(OVA)

## 네가 바라는 영원~DVD specification~
'네가 바라는 영원'에서 DVD로 매체를 바꾸고 추가요소를 넣어 2003년 7월 25일에 발매되었다. 미츠키와 마나미 관련 시나리오와 몇몇 CG가 추가되었고, 배경 CG의 화질과 음성 음질이 향상되었다. 하루카의 성우를 맡은 쿠리바야시 미나미가 부른 새 주제가 'blue tears'와 이 주제가를 배경으로 한 오프닝 동영상이 추가되었다.

## 네가 바라는 영원~special FanDisk~
네가 바라는 영원 ~special FanDisk~는 「네가 바라는 영원」의 팬디스크로 2004년 6월 25일에 발매되었다. 수록된 내용은 아래와 같다.
네가 바라는 제1부
네가 바라는 영원 제1부를 주 무대로, 게임 본편의 여러 중요한 이벤트가 다른 방향으로 전개된 경우를 상정한 시나리오를 담고 있다. 본편은 주인공이 하루카의 고백을 받아들이는 시나리오로 선택지가 없으나, 팬디스크에서는 선택지가 있어서 그 고백을 거절할 수도 있다. 거절하는 경우에는 새로운 이야기가 전개된다. 본편에서는 주인공이 약속 시간에 늦는 이벤트가 있는데 팬디스크에서는 시간을 지킬 수 있는 선택지가 등장한다.
기본적으로 본편의 1장을 따라가나 위와 같은 선택지가 추가되어 있어서, 본편의 원래 결말 이외에도 다른 엔딩을 볼 수 있다. 하루카, 미츠키, 아카네, 마나미의 4명에 대한 엔딩이 있다. 또한, 게임 클리어 특전으로 각 성우진의 인터뷰가 수록되어 있고, 개그 중심의 숨은 시나리오도 하나 있다.
네가 바라는 영원 ~another episode collection~
제작사 공식 홈페이지의 게임 캐릭터 소개 페이지에 게재되어 있는 「어나더 에피소드」를 풀보이스로 비주얼 노벨화한 것이다. 에피소드는 아래의 트루 라이즈를 포함하여 모두 열 개가 있다.
라디오 스페셜 TRUE LIES
「네가 바라는 영원 드라마 씨어터 Vol.4 라디오스페셜 」에 수록된 최종회·TRUE LIES를 게임화해, 성인 게임 잡지 「TECH GIAN」의 부록 DVD에 수록된 「라디오 스페셜 TRUE LIES」(을)를 재수록한 것. 본편과는 완전히 무관계하고, 「마브러브」나 「아카네 마니악스 ~유성 전설 고다~」의 캐릭터도 등장한다. 마브러브의 배경음악도 여럿 사용한다.
키미노조 라디오 출장판
라디오 프로그램 「키미노조 라디오」의 팬디스크 수록 버전.
마리의 정리정돈2 아유마유 분투편
아카네 마니악스에 수록된 퍼즐 게임 《마리의 정리정돈》(マリーのおたかづけ)의 스카이 템플판이다. 아유가 주인공(창고지기 역할)으로, 마유가 해설자로 등장한다. 창고지기(소코반)에서 블록과 지형을 다양하게 한 게임이다.

## 네가 바라는 영원~Latest Edition~
유저로부터 Windows Vista에 대응한 리뉴얼판의 발매를 요구하는 의견이 잇따름에 따라, 연출의 향상과 함께 여러 가지 추가요소를 넣어 2008년 3월 28일에 발매된 리뉴얼판. 주요 변경점은 다음과 같다.
1.최신 AGES을 사용해 "제1장"의 연출을 쇄신
2.'네가 바라는 영원~special FanDisk~'에 수록된 if스토리 '네가 바라는 1장'을 신규연출로 재수록
3.OVA 「네가 바라는 영원~Next Season~」의 하루카 스토리에 더해 새롭게 미츠키, 아카네의 애프터 스토리 "제3장"이 추가
4.그래픽 리파인, 소량 이벤트 CG의 추가
5.화면비율의 와이드화와 눈깜빡, 입움직임의 추가
6.「쿠리바야시 미나미」에 의한 신주제가와 신아반오프닝을 추가
7.그 언덕에 관련되는 신작 스토리 「슬픔은 바람과 같이」를 게임 형식으로 첫회 특전으로서 수록

## TV 애니메이션
애니메이션판『네가 바라는 영원』은 2003년 10월부터 12월까지 지바 TV, TV 가나가와, TV 사이타마, 선 TV 및 키즈 스테이션에서 방영되었다. 전 14편. 또한 현재 반다이 채널에서 각화별로 유료송신중에 있다.(단, 1~2화는 무료)

## 네가 바라는 영원 ~Next Season~
개요
2006년, 극중의 운명일인 8월 27일에 게임판 「하루카 루트」를 원작으로 하는 새로운 애니메이션의 제작이 발표되었다. 같은 날 개최되고 있던 「하야세 미츠키 성탄절」사이 âge 공식 사이트에 제작을 알리는 영상이 실린적도 있어 많은 팬의 사이에 화제가 되었다. 후에 「네가 바란 라디오」공식 사이트에서 이 애니메이션이 OVA로 제작되는 것이 발표되었다.
스토리는 하루카 엔딩의 하루카가 퇴원한 부분으로부터 에필로그까지의 사이를 그린 오리지널 스토리다.
줄거리
3년간의 잠으로부터 눈을 뜬 스즈미야 하루카는 필사의 재활훈련으로 간신히 퇴원할 수가 있었지만 여전히 사고의 트라우마에 힘들어 하고 있었다.
그런 하루카는 나루미 타카유키나 여동생 아카네 그리고 부모님에게 의지해 보통 생활로 돌아갈 수 있도록 재활훈련에 힘쓰고 있었다.
그러나 자신을 희생하면서까지 함께 있는 시간을 만들려고 하는 타카유키의 모습에 하루카는 곤혹감을 느낀다…
스탭
- 원작·시리즈 구성：âge(네가 바라는 영원)
- 제작：반다이 비주얼, 란티스

주제가
- 오프닝 주제가 「Next Season」 노래：쿠리바야시 미나미/작사：쿠리바야시 미나미/작곡·편곡：키쿠다 다이스케
- 엔딩 주제가 「eternity」 노래：쿠리바야시 미나미/작사·작곡：쿠리바야시 미나미/편곡：오오쿠보 카오루

이미지 송
- 「Still I love you…」 노래：하야세 미츠키(타카하시 치아키)/작사·작곡：쿠리바야시 미나미/편곡：이이즈카 마사아키

- 「Still I love you… (surface ver.)」 노래：쿠리바야시 미나미/작사·작곡：쿠리바야시 미나미/편곡：오오쿠보 카오루

- 「spring chime」 노래：스즈미야 아카네(이즈하시 카오리)/작사·작곡：쿠리바야시 미나미/편곡：이이즈카 마사아키

- 「웨이트리스 이야기」 노래：다이쿠우지 아유(아사이 키요시)＆타마노 마유(요시즈미 코즈에)/작사·작곡：쿠리바야시 미나미/편곡：이이즈카 마사아키